# Pontifícia Comissão de Arqueologia Sacra
A Pontifícia Comissão de Arqueologia Sacra (em latim: Pontificia Commissio de Sacra Archæologia), é um dicastério da Cúria Romana. Foi criado para cuidar dos antigos cemitérios sagrados, de sua preservação preventiva, para mais explorações, pesquisas e estudos, e também salvaguardar os monumentos mais antigos dos primeiros séculos cristãos, os monumentos de destaque e as veneráveis Basílicas de Roma, nos subúrbios romanos e solo e nas outras dioceses em acordo com os respectivos Ordinários.

## História
Criado a partir de uma ideia do arqueólogo Giovanni Battista de Rossi, apaixonado e um grande estudioso das catacumbas cristãs, que trouxe uma nova abordagem para topografia cristã. Ele leva em conta tanto as fontes históricas como os monumentos.
O Papa Pio IX, por sua sugestão, decidiu criar uma comissão para a conservação de edifícios antigos em Roma e subúrbios. Esta decisão também foi feita ao fato de que em Roma, naquela época, estava retornando à luz do conjunto das catacumbas de São Calisto. A data oficial de criação é 6 de janeiro de 1852.
O comitê se tornou "pontifício" sob o pontificado do Papa Pio XI em 1925 e com o Tratado de Latrão de 1929 a perícia também adquiriu jurisdição nas catacumbas no território do estado italiano.
Mesmo durante a Segunda Guerra Mundial, as atividades do comitê, liderado por Antonio Ferrua S.J., continuaram seu trabalho. Levou o trabalho em estruturas arquitetônicas cristãs na Itália.
Nos últimos anos, o departamento foi modernizado, com o objetivo de alcançar uma melhor compreensão das catacumbas. Este novas preocupações são tanto para as atividades arqueológicas e conservação, como a organização técnica, documental e operacional.

## Presidentes
- Basilio Pompilj (1925-1931)
- Francesco Marchetti-Selvaggiani (1931-1951)
- Clemente Micara (1951-1965)
- Luigi Traglia (1965-1967)
- Angelo Dell'Acqua (1967-1969)
- Gennaro Verolino (1969-1986)
- Mario Schierano (1987-1990)
- Francesco Marchisano (1991-2004)
- Mauro Piacenza (2004-2007)
- Gianfranco Ravasi (2007-2022)
- Pasquale Iacobone (2022-)